# Sporosarcina
Genre
Sporosarcina est un genre de bactéries de la famille des Caryophanaceae.

## Liste des espèces
Selon LPSN (26 novembre 2024) :
- Sporosarcina aquimarina (en) Yoon et al., 2001
- Sporosarcina contaminans Kämpfer et al., 2010
- Sporosarcina gallistercoris Pallen, 2024
- Sporosarcina globispora (en) (Larkin & Stokes, 1967) Yoon et al., 2001
- Sporosarcina highlanderae Simpson et al., 2024
- Sporosarcina jiandibaonis Kong et al., 2022
- Sporosarcina koreensis Kwon et al., 2007
- Sporosarcina limicola (Maiden & Jones, 1985) Gupta & Patel, 2020
- Sporosarcina luteola Tominaga et al., 2009
- Sporosarcina newyorkensis Wolfgang et al., 2012
- Sporosarcina pasteurii (Miquel, 1889) Yoon et al., 2001
- Sporosarcina psychrophila (de) (Nakamura, 1984 ex Larkin & Stokes, 1967) Yoon et al., 2001
- Sporosarcina quadrami Pallen, 2024
- Sporosarcina saromensis (en) An et al., 2007
- Sporosarcina siberiensis (en) Zhang et al., 2014
- Sporosarcina soli (en) Kwon et al., 2007
- Sporosarcina terrae (en) Sun et al., 2017
- Sporosarcina thermotolerans Kämpfer et al., 2010
- Sporosarcina ureae (Beijerinck, 1901) Kluyver & van Niel, 1936

## Systématique
Le nom correct complet (avec auteur) de ce taxon est Sporosarcina Kluyver & Van Niel, 1936.
L'espèce type est Sporosarcina ureae (Beijerinck, 1901) Kluyver & van Niel, 1936.
Sporosarcina a pour synonyme :
- Filibacter Maiden & Jones, 1985

### Publication originale
- (en) A. J. Kluyver et C. B. Van Niel, « Prospects for a natural system of classification of bacteria », Zentralblatt fur Bakteriologie, Parasitenkunde, Infektionskrankheiten und Hygiene. Abteilung II, vol. 94,‎ 1936, p. 369-403.